# WWE Women's Championship

L'attuale campionessa Tiffany Stratton

Il WWE Women's Championship è un titolo mondiale di wrestling per la categoria femminile della WWE ed esclusivo del roster di SmackDown, ed è detenuto da Tiffany Stratton dal 3 gennaio 2025.
È uno dei due titoli femminili principali della WWE insieme al Women's World Championship ed è stato introdotto il 3 aprile 2016 a WrestleMania 32 con il nome WWE Women's Championship per rimpiazzare il Divas Championship, che nel luglio 2008 era stato introdotto a SmackDown durante la prima brand extension (in quanto l'originale Women's Championship era un'esclusiva di Raw), prima che i due titoli venissero unificati il 19 settembre 2010 a Night of Champions e il Women's Championship venne ritirato in favore del Divas Championship.
Questo titolo non va confuso con l'originale Women's Championship, il quale ha storia e albo d'oro separati.

## Storia

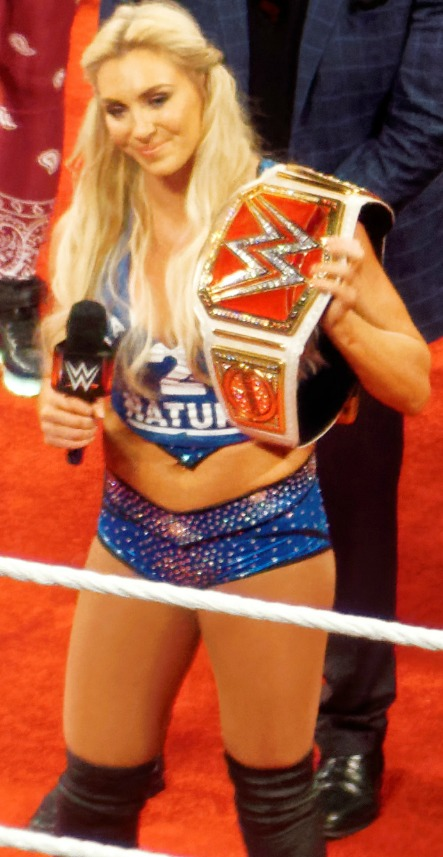
Charlotte con la prima versione del titolo (2016-2023)

Il 3 aprile 2016 la WWE Hall of Famer Lita ricapitolò la storia femminile del wrestling e ha introdotto questo nuovo titolo, affermando che le wrestler donne della WWE non avrebbero dovuto più essere chiamate con il termine di "divas", bensì come le loro controparti uomini, che sono noti come "superstars". Ciò avvenne dopo che il termine "Diva" era stato criticato da opinionisti, fan e diverse wrestler donne della WWE del passato e del presente, inclusa l'allora detentrice del Divas Championship Charlotte, la quale si disse a favore del cambio di nome in Women's Championship. Venne cambiato anche perché alcune wrestler donne della WWE sentivano che il termine "Diva" non metteva in risalto le loro abilità atletiche e che le relegava a essere donne di bell'aspetto. Lita annunciò quindi che la vincitrice del Triple Threat match tra Charlotte, Becky Lynch e Sasha Banks sarebbe diventata la prima detentrice del nuovo WWE Women's Championship, ritirando allo stesso tempo il Divas Championship. Charlotte avrebbe poi vinto il titolo in un incontro lodato da critici e fan.
Il titolo condivide il nome con il vecchio Women's Championship, ma non la stessa storia né lo stesso albo d'oro, che si ferma al settembre 2010, quando fu unificato con il Divas Championship e ufficialmente ritirato. La WWE ha tuttavia riconosciuto il vecchio Women's Championship come suo predecessore, notando che il lignaggio del nuovo titolo risale al regno come campionessa di Fabulous Moolah nel 1956. Il 5 settembre 2016 il titolo venne rinominato WWE Raw Women's Championship, a seguito della creazione dello SmackDown Women's Championship per il roster di SmackDown. Dopo che la campionessa Asuka passò al roster di SmackDown l'8 maggio 2023 per effetto del Draft, il 9 giugno 2023 il titolo riprese la vecchia denominazione WWE Women's Championship.

### Cintura
La cintura è di cuoio bianco mentre la parte anteriore è a sfondo dorato, con il logo WWE al centro, mentre sono presenti le placche personalizzabili ai lati della cintura; sotto il logo WWE si legge la scritta «Women's Undisputed Champion». In origine, fino all'8 giugno 2023, il titolo era simile al WWE Championship ma in cuoio bianco e con la parte centrale rossa.

## Nomi
| Nome                         | Anni                                                  |
| ---------------------------- | ----------------------------------------------------- |
| WWE Women's Championship     | 3 aprile 2016-4 settembre 2016 9 giugno 2023-presente |
| WWE Raw Women's Championship | 5 settembre 2016-8 giugno 2023                        |

## Albo d'oro
Statistiche aggiornate al 13 giugno 2025.
| #  | Campionessa      | Regno | Data             | Giorni | Località                     | Evento                     | Note | Fonti         |
| -- | ---------------- | ----- | ---------------- | ------ | ---------------------------- | -------------------------- | --- | ------------- |
| 1  | Charlotte        | 1     | 3 aprile 2016    | 113    | Arlington, Texas             | WrestleMania 32            | Charlotte sconfisse Becky Lynch e Sasha Banks in un triple threat match per l'assegnazione del titolo. | [ 10 ]        |
| 2  | Sasha Banks      | 1     | 25 luglio 2016   | 27     | Pittsburgh, Pennsylvania     | Raw                        | | [ 14 ]        |
| 3  | Charlotte        | 2     | 21 agosto 2016   | 43     | Brooklyn, New York           | SummerSlam                 | Il 5 settembre 2016 il titolo venne rinominato WWE Raw Women's Championship. | [ 15 ] [ 16 ] |
| 4  | Sasha Banks      | 2     | 3 ottobre 2016   | 27     | Los Angeles, California      | Raw                        | | [ 17 ]        |
| 5  | Charlotte        | 3     | 30 ottobre 2016  | 29     | Boston, Massachusetts        | Hell in a Cell             | In un hell in a cell match. | [ 18 ]        |
| 6  | Sasha Banks      | 3     | 28 novembre 2016 | 20     | Charlotte, Carolina del Nord | Raw                        | In un falls count anywhere match. | [ 19 ]        |
| 7  | Charlotte Flair  | 4     | 18 dicembre 2016 | 57     | Pittsburgh, Pennsylvania     | Roadblock: End of the Line | In un 30 minutes iron woman match vinto per 3-2 nei minuti supplementari. | [ 20 ]        |
| 8  | Bayley           | 1     | 13 febbraio 2017 | 76     | Las Vegas, Nevada            | Raw                        | | [ 21 ]        |
| 9  | Alexa Bliss      | 1     | 30 aprile 2017   | 112    | San Jose, California         | Payback                    | | [ 22 ]        |
| 10 | Sasha Banks      | 4     | 20 agosto 2017   | 8      | Brooklyn, New York           | SummerSlam                 | | [ 23 ]        |
| 11 | Alexa Bliss      | 2     | 28 agosto 2017   | 223    | Memphis, Tennessee           | Raw                        | | [ 24 ]        |
| 12 | Nia Jax          | 1     | 8 aprile 2018    | 70     | New Orleans, Louisiana       | WrestleMania 34            | | [ 25 ]        |
| 13 | Alexa Bliss      | 3     | 17 giugno 2018   | 63     | Chicago, Illinois            | Money in the Bank          | Bliss incassò il contratto del Money in the Bank. | [ 26 ]        |
| 14 | Ronda Rousey     | 1     | 19 agosto 2018   | 231    | Brooklyn, New York           | SummerSlam                 | | [ 27 ]        |
| 15 | Becky Lynch      | 1     | 7 aprile 2019    | 373    | East Rutherford, New Jersey  | WrestleMania 35            | In un winner takes all triple threat match che comprendeva anche Charlotte Flair e con in palio anche il suo SmackDown Women's Championship. | [ 28 ]        |
| 16 | Asuka            | 1     | 15 aprile 2020   | 96     | Stamford, Connecticut        | Money in the Bank          | Asuka sconfisse Carmella, Dana Brooke, Lacey Evans, Nia Jax e Shayna Baszler nel Money in the Bank Ladder match. Nella puntata di Raw dell'11 maggio Becky Lynch annunciò la sua gravidanza, rivelando che il match era in realtà valvole per il titolo, consegnandolo ad Asuka. | [ 29 ] [ 30 ] |
| 17 | Sasha Banks      | 5     | 20 luglio 2020   | 34     | Orlando, Florida             | Raw                        | Banks sconfisse Asuka per count out in un match in cui poteva vincere il titolo anche per squalifica. | [ 31 ]        |
| 18 | Asuka            | 2     | 23 agosto 2020   | 231    | Orlando, Florida             | SummerSlam                 | | [ 32 ]        |
| 19 | Rhea Ripley      | 1     | 11 aprile 2021   | 98     | Tampa, Florida               | WrestleMania 37            | | [ 33 ]        |
| 20 | Charlotte Flair  | 5     | 18 luglio 2021   | 1      | Fort Worth, Texas            | Money in the Bank          | | [ 34 ]        |
| 21 | Nikki A.S.H.     | 1     | 19 luglio 2021   | 33     | Dallas, Texas                | Raw                        | Nikki A.S.H. incassò il contratto del Money in the Bank. | [ 35 ]        |
| 22 | Charlotte Flair  | 6     | 21 agosto 2021   | 62     | Paradise, Nevada             | SummerSlam                 | In un triple threat match che comprendeva anche Rhea Ripley. | [ 36 ]        |
| 23 | Becky Lynch      | 2     | 22 ottobre 2021  | 162    | Wichita, Kansas              | SmackDown                  | A seguito del passaggio di Lynch al roster di Raw, questa cedette lo SmackDown Women's Championship a Charlotte Flair (passata al roster di SmackDown) in cambio del Raw Women's Championship.                                                                                   | [ 37 ]        |
| 24 | Bianca Belair    | 1     | 2 aprile 2022    | 420    | Arlington, Texas             | WrestleMania 38            | L'8 maggio 2023 il titolo divenne un'esclusiva di SmackDown. | [ 38 ]        |
| 25 | Asuka            | 3     | 27 maggio 2023   | 70     | Gedda                        | Night of Champions         | Il 9 giugno 2023 il titolo venne rinominato WWE Women's Championship. | [ 13 ] [ 39 ] |
| 26 | Bianca Belair    | 2     | 5 agosto 2023    | <1     | Detroit, Michigan            | SummerSlam                 | In un triple threat match che comprendeva anche Charlotte Flair. | [ 40 ]        |
| 27 | Iyo Sky          | 1     | 5 agosto 2023    | 246    | Detroit, Michigan            | SummerSlam                 | Sky incassò il contratto del Money in the Bank. | [ 40 ]        |
| 28 | Bayley           | 2     | 7 aprile 2024    | 118    | Filadelfia, Pennsylvania     | WrestleMania XL            | | [ 41 ]        |
| 29 | Nia Jax          | 2     | 3 agosto 2024    | 153    | Cleveland, Ohio              | SummerSlam                 | | [ 42 ]        |
| 30 | Tiffany Stratton | 1     | 3 gennaio 2025   | 161    | Phoenix, Arizona             | SmackDown                  | Stratton incassò il contratto del Money in the Bank. | [ 43 ]        |